# 씨앗소독
씨앗소독(-消毒) 또는 종자소독은 씨로 전염되는 병균을 없애려고 씨앗에 물리·화학적 처리를 하는 것을 말한다.

## 같이 보기
- 소독
- 살균